# Dambrug (Kortrijk)
De Dambrug is een brug in het centrum van de stad Kortrijk. De brug overspant de rivier de Leie en verlengt de IJzerkaai vanaf de hoek met de Damkaai naar de Burgemeester Liebaertlaan. De huidige Dambrug was de eerste nieuwe brug die gerealiseerd werd binnen het kader van de Leiewerken, dat de verbreding en rechttrekking van de Leie signaleerde.
De Dambrug markeert de overgang van het gedeelte van de Leie dat bevaarbaar is voor grote schepen, en de oude Leiearm in het historische hart van de stad. Zij vervangt de oudere Dambrug  die voor de werken de Damkaai - vanaf de hoek met de IJzerkaai - over de bevaarbare tak, met het Koning Albertpark verbond. Tussen de Dambrug tot aan de Broelbrug bevindt zich een jachthaven. De brug dankt haar naam aan de Damkaai, zelf genaamd naar de iets verdergelegen straat, de Dam, die vroeger een Leiearm was.
Broelbrug · Budabrug · Brug over Sluis 11 · Collegebrug · Dambrug · De Drie Duikers · Gentbrug · Gerechtshofbrug · Groeningebrug · Kalkovenbrug · Kasteelbrug · Leiebrug · Luipaardbrug · Noordbrug · Overzetwegbrug · Reepbrug · Ronde van Vlaanderenbrug · Spoorwegbrug Kanaal · Viaduct R8 (Harelbeke) · Viaduct R8 (Marke) · Viaduct R8 (Stasegem)